# 최후의 징벌
《최후의 징벌》(Gator)은 미국에서 제작된 버트 레이놀즈 감독의 1976년 액션, 드라마, 범죄 영화이다. 버트 레이놀즈 등이 주연으로 출연하였고 아서 가드너 등이 제작에 참여하였다. 이 영화는 버트 레이놀즈 감독의 데뷔 작품이며 1973년 영화 화이트 라이팅의 후속 작품이다.

## 출연

### 주연
- 버트 레이놀즈
- 잭 웨스톤

### 조연
- 로렌 허튼
- 제리 리드
- 알리스 고스틀리
- 더브 테일러
- 마이크 더글라스
- 버튼 길리암

## 기타
- 배역: 로스 브라운